# Paweł Próchniak
Paweł Próchniak (ur. 22 listopada 1966 w Krakowie) – historyk literatury, krytyk literacki, profesor doktor habilitowany, profesor Uniwersytetu Pedagogicznego im. KEN w Krakowie, absolwent filologii polskiej KUL.

## Życiorys naukowy
W kręgu zainteresowań Pawła Próchniaka znajduje się twórczość pisarzy polskiego modernizmu (od Młodej Polski po współczesność), poezja XX wieku oraz literatura najnowsza. Zajmują go zagadnienia długiego trwania form literackich, przekształcenia dokonujące się w obrębie imaginarium nowoczesności, problematyka mitu i transgresji, egzystencjalny wymiar literatury oraz fundamentalna nieoczywistość związanego z nią sensu. Wiele jego prac to interpretacyjne zbliżenia odsłaniające architektonikę pojedynczych utworów oraz kształt stojącej za nimi wyobraźni i wpisanego w nie doświadczenia.
W latach 2008–2009 był dyrektorem Instytutu Filologii Polskiej KUL oraz kierownikiem utworzonej z jego inicjatywy Katedry Literatury Modernizmu KUL. Obecnie kieruje Katedrą Literatury Współczesnej i Krytyki Literackiej Uniwersytetu Pedagogicznego im. KEN w Krakowie.
Przewodniczący Komisji Wydawniczej Komitetu Nauk o Literaturze Polskiej Akademii Nauk oraz redaktor naczelny serii Rozprawy Literackie (seria „Z piórem”) ukazującej się pod auspicjami KNoL PAN.
Członek komitetu redakcyjnego „Roczników Humanistycznych”. Członek rady naukowej serii wydawniczej „Tropiki" (wydawnictwo Czarne). Redaktor serii wydawniczej „Granice wyobraźni” (wydawnictwo Pasaże). Jako krytyk literacki współpracował m.in. z „Tygodnikiem Powszechnym” (magazyn „Książki w Tygodniku”), „2Tygodnikiem”, „Blizą”, TVP Kultura (program „Czytelnia” – w latach 2009–2010).
Organizator licznych konferencji i seminariów naukowych (m.in. cykli: Seminaria w Bramie, Która lektura? oraz Poeci Młodej Polski). Pomysłodawca i współorganizator „Miasta Poezji” w Lublinie. W latach 2008–2010 juror Nagrody Poetyckiej „Kamień”. Od 2018 roku juror Nagrody Literackiej „Nike”. Członek Rady Fundacji im. Zbigniewa Herberta i pełnomocnik zarządu Fundacji ds. programowych. Członek Polskiego PEN Clubu.
Od roku 1999 stale współpracuje z Ośrodkiem "Brama Grodzka – Teatr NN" w Lublinie.
3 lipca 2012 roku otrzymał z rąk prezydenta Rzeczypospolitej Polskiej, Bronisława Komorowskiego tytuł naukowy profesora nauk humanistycznych.
Od roku 2014 jest redaktorem naczelnym witryny internetowej Strony Poezji. Polska poezja współczesna: kompendia, antologie, rozmowy.

## Nagrody i wyróżnienia
- Medal 700-lecia Miasta Lublin (2017)[2]
- Specjalna nagroda „Kamień”[2]
- Nagroda im. Kazimierza Wyki (2024)[3]

## Wybrane książki

### Publikacje autorskie
- Sen nożownika. O twórczości Ludwika Stanisława Licińskiego, Redakcja Wydawnictw KUL, Lublin 2001, ss. 254.
- Pęknięty płomień. O pisarstwie Tadeusza Micińskiego, Wydawnictwo KUL, Lublin 2006, ss. 457 (wyd. 2: Lublin 2008).
- Wiersze na wietrze (szkice, notatki), Wydawnictwo Pasaże, Kraków 2008, ss. 365.
- Modernizm: ciemny nurt (studia z dziejów poezji), Wydawnictwo Naukowe UP, Kraków 2011, ss. 299.
- Zamiar ze słów (szkice, notatki), Wydawnictwo Pasaże, Kraków 2011, ss. 158.
- Ryszard Krynicki. Monografia w toku, Wydawnictwo a5, Ośrodek "Brama Grodzka - Teatr NN", Lublin 2015.
- Rachunek strat. Poezja - krytyka - lektura, Ośrodek "Brama Grodzka - Teatr NN", Wydawnictwo Pasaże, Kraków 2016, ss. 191.
- W prześwicie. Szkice z Bramy, Wydawnictwo Czarne 2023, ISBN 978-83-8191-795-7

### Redakcja naukowa
- z Jackiem Kopcińskim:
  - Czytanie Czechowicza, Lublin 2003
- z Anną Czabanowską-Wróbel i Marianem Stalą:
  - Poezja Kazimierza Tetmajera. Interpretacje, Kraków 2003
  - Poezja Tadeusza Micińskiego. Interpretacje, Kraków 2004
  - Poezja Leopolda Staffa. Interpretacje, Kraków 2005
- z Magdaleną Heydel:
  - Między Miłoszem a Miłoszem, Kraków 2011
- z Dariuszem Czają:
  - Gramatyki tworzenia, Lublin 2017
- Bruno od Księgi Blasku. Studia i eseje o twórczości Brunona Schulza, Kraków 2013
- Pismo chmur. Studia i szkice o poezji Ryszarda Krynickiego, Kraków 2014.
- Przepisywanie kanonu. Zagadnienia modernizacji języka literatury dawnej, Kraków 2015
- Nagła wyspa. Studia i szkice o pisarstwie Zbigniewa Herberta, Lublin 2015